# Nouvion-le-Comte
 Nouvion-le-Comte  là một xã ở tỉnh Aisne, vùng Hauts-de-France thuộc miền bắc nước Pháp.